# 2024년 미국 대통령 후보 토론
2024년 미국 대통령 후보 토론(2024 United States presidential debates)은 2024년 미국 대통령 선거의 주요 후보들이 벌이는 일련의 토론이다. CNN이 후원하는 첫 토론에는 추정 후보인 조 바이든과 도널드 트럼프가 참석해 2024년 6월 27일 열렸다. ABC (미국의 방송사)가 후원하는 두 번째 토론은 2024년 9월 10일 열릴 예정이다.
대통령 토론 위원회(CPD)가 후원하는 4개의 총선 토론은 당초 2024년 9월 16일부터 10월 9일 사이에 열릴 예정이었다. 바이든과 트럼프 모두 CPD의 토론 형식과 일정에 반대했다. 2024년 5월 두 캠페인 모두 CPD를 우회하고 대체 토론을 개최하기로 합의하여 CPD 토론을 취소했다. 첫 번째 토론에서 바이든의 성과는 매우 좋지 않았으며 많은 평론가와 민주당 원이 그에게 경주에서 탈락을 요구했다.